# 장성 오산창의비와 창의사
장성 오산창의비와 창의사(長城 鰲山倡義碑와 倡義祠)는 전라남도 장성군 북이면에 있는 비석과 건축물이다. 1985년 2월 25일 전라남도의 유형문화재 제120호로 지정되었다.

## 개요
‘장성남문창의’란 조선 선조 25년(1592) 임진왜란이 일어났을 때 김경수, 김제민, 기효간, 윤진 등이 전라도 일대에서 의병을 모아, 당시 장성현감이었던 이귀의 협력을 얻어 남문에 의병청을 설치하고 의병활동을 펼친 것을 이른다. 김경수를 맹주로 삼고, 김제민을 의병장으로 두어 북으로 진군하면서 왜적과 맞서 싸우며 큰 공을 세우는 등 많은 전과를 올리다 전사하였는데, 이러한 그들의 충절을 기리고자 이 비를 세운 것이다.
비각 안에 놓여 있는 비는 사각받침돌 위로 비몸을 세우고, 지붕돌을 올린 모습으로, 조선 후기에 나타나는 양식을 그대로 따르고 있다. 이 비의 특징은 비의 제목이 둘이라는 것인데, 하나는 앞면 중앙에 세로로 적힌 ‘호남어산남문창의비’이고, 다른 하나는 뒷면과 양측면 윗쪽에 가로로 새긴 ‘유명조선호남어산남문창의비 ’이다. 앞면에는 비제목의 양 옆에 의병단의 중요인물 77명의 이름을 신분별로 나누어 기록하였는데, 여기에는 사노비와 천민의 이름도 포함되어 있다.
조선 순조 2년(1802) 호남지역의 유림들에 의해 세운 비로, 판서 홍양호가 비문을 짓고, 황승원이 글씨를 썼다.

## 참고 자료
- 장성 오산창의비와 창의사 - 국가유산청 국가유산포털